# One for My Baby (And One More for the Road)
One for My Baby (And One More for the Road) ist ein Lied des Komponisten Harold Arlen mit Text von Johnny Mercer aus dem Jahr 1943. Geschrieben für Fred Astaire, wurde es vor allem durch die Interpretationen Frank Sinatras weltberühmt.

## Geschichte

### Fred Astaire
Arlen und Mercer komponierten den Song Anfang 1943 für das Filmmusical The Sky's the Limit mit Fred Astaire in der Hauptrolle. Astaire selbst choreographierte die ausgedehnte Szene, in der er als angetrunkener Flying Tiger One for My Baby sehr intensiv musikalisch und tänzerisch interpretiert. Die Verfilmung der Szene nahm zwei volle Tage in Anspruch, weil Astaire sich bei einer Einstellung an Glassplittern am Fuß verletzte. Seine eindringliche Darbietung, die Astaire selbst später als eine seiner besten Filmszenen bezeichnete, trug dazu bei, dass das Lied trotz seiner Überlänge schon bald von anderen Interpreten gecovert wurde.

### Weitere Interpreten
In dem klassischen Film Noir Road House (1948) wird One for My Baby von Ida Lupino in ihrer Rolle als Nachtklubsängerin und Pianistin als Ballade interpretiert. Diese Adaption, arrangiert von Earle Hagen, wurde stilbildend für die Interpretationen zahlreicher weiterer Vokalisten. Neben Sinatra nahmen unter anderem Künstler wie Tony Bennett, Rosemary Clooney, Perry Como, Marlene Dietrich, Billie Holiday, Ella Fitzgerald, Lena Horne, Etta James, Chuck Berry und Julie London den Song auf. In neuerer Zeit kamen Künstler wie Iggy Pop oder Robbie Williams hinzu. Für ihre Darbietung des Liedes in der Tonight Show von Johnny Carson gewann Bette Midler 1992 einen Emmy.

### Frank Sinatra
Frank Sinatra nahm One for My Baby erstmals im August 1947 mit kleiner Orchesterbesetzung, arrangiert von Axel Stordahl, für Columbia Records auf; die Aufnahme kam allerdings erst im Juni 1949 heraus, als Ida Lupinos Filmfassung von 1948 erfolgreich geworden war.
Zusammen mit seinem Pianisten Bill Miller, der ihn seit Herbst 1951 regelmäßig begleitete, entwickelte Sinatra dann eine Balladenfassung als Duett von Gesang und Klavier, die er jahrzehntelang beibehalten und die zu einem von Sinatras signature songs werden sollte.
Erstmals zu hören war sie 1954 in dem Film Young At Heart, in dem Sinatra an der Seite von Doris Day spielte. Sinatras Studioaufnahme des Stücks vom Juni 1958 mit einem von Nelson Riddle arrangierten Orchester für das Capitol-Album Only The Lonely wurde dann zu einem Sinatra-Klassiker und zum Inbegriff des saloon song. 2005 wurde diese Fassung in die Grammy Hall of Fame aufgenommen.
Sinatra behielt das Stück, das er im Konzert zumeist als Duett mit Bill Miller am Klavier darbot, ab 1957 (mit einer Unterbrechung 1977–1985) bis in seine letzten Auftritte 1994 hinein im Programm; zahlreiche Live-Versionen aus diesen Jahrzehnten sind veröffentlicht. Die Choreographin Twyla Tharp verwendete Sinatras Aufnahme 1983 als Leitmotiv für The Sinatra Suite, getanzt von Mikhail Baryshnikov. Im Januar 1985 tanzte Baryshnikov dieses Stück erneut, begleitet von Sinatras Gesang, bei der zweiten Amtseinführung von Ronald Reagan.
Anfang Juli 1993 entstand Sinatras letzte Studioaufnahme des Liedes bei Capitol Records, wiederum begleitet von Bill Miller. Für das Album Duets (1993) wurde diese Aufnahme im Overdub-Verfahren um später eingespielte Instrumentalsoli von Kenny G ergänzt.